# Battaglia di Corbione
La battaglia di Corbione, si svolse nel 446 a.C. alle porte di Roma con la decisa ripresa dei conflitti fra i Romani e i loro irriducibili nemici Volsci ed Equi.

## Contesto storico
Dopo la sciagurata parentesi politica dei Decemviri, che aveva visto il suo esercito combattere svogliatamente o non combattere affatto, Roma aveva ripreso con i consoli Lucio Valerio Potito e Marco Orazio Barbato la sua impressionante serie di vittorie. Le legioni si erano rinfrancate ma non apparivano ancora quell'invincible apparato bellico prima conosciuto.
A complicare la situazione intervennero le fazioni politiche che dividevano la società romana giungendo a mettere il Senato, espressione del patriziato, contro i consoli, anch'essi espressione del patriziato. Eclatante esempio di questo scontro fra i poteri legislativo ed esecutivo fu l'episodio del trionfo decretato ai consoli Valerio e Orazio non dal Senato, come sempre era accaduto, ma dall'assemblea del popolo romano.
Paradossalmente, queste diatribe interne permisero l'elezione di consoli e tribuni politicamente intelligenti che non approfittarono della situazione per aggrapparsi al potere a tutti i costi. E, ancora paradossalmente, i turbolenti vicini, Volsci ed Equi, per due anni non attaccarono Roma permettendo all'Urbe di ricomporsi socialmente ed economicamente. Ma non poteva durare a lungo. Nel 446 a.C. le ostilità ripresero.

### Casus belli
Stando a Tito Livio, furono i Volsci e gli Equi, spinti da capi avidi di bottino, a rompere la pace e gettarsi nel saccheggio delle campagne attorno a Roma. Ad un osservatore esterno, infatti, la città appariva divisa, si notava una plebe insofferente agli ordini e agli arruolamenti, la disciplina militare sembrava volatilizzata; Roma non era più quel compatto blocco sociale che dominava il territorio. L'occasione appariva perfetta per liberarsi di un vicino tanto forte e capace di usare quella forza. I due popoli riunirono i loro eserciti e si diedero al saccheggio del territorio dei Latini. I Romani presi dalle loro interne discordie non uscirono a contrastarli; gli attaccanti arrivarono fino alle porte della Città predando bestiame e, con calma, si acquartierarono a Corbione.
Finalmente Tito Quinzio Capitolino console per la quarta volta, si decise a prendere in pugno la situazione. In un lungo e accorato discorso stigmatizzò le divisioni interne, le continue richieste di riforme della plebe, la secessione sull'Aventino, ricordò i danni economici che a ciascun romano derivavano dall'azione dei nemici nei campi, danni che nessun politico, nessun tribuno avrebbe potuto ripagare; il nemico stava predando gli averi di ciascun romano, il nemico andava fermato sul campo di battaglia.
L'intera città rispose all'appello del console; i giovani che in genere facevano della renitenza un'arma contro il patriziato si dichiararono favorevoli a prendere le armi, i senatori elogiavano Tito Quinzio per aver
(Tito Livio, Ab Urbe condita libri, III, 69., Newton Compton, Roma, trad.: G.D. Mazzocato)
Il giorno seguente si presentarono tutti. Senza controllare chi avesse diritto all'esenzione, in poche ore le legioni furono formate. Alla testa di ogni coorte furono posti due senatori. Furono aggiunte alcune coorti di veterani volontari, le insegne giunsero dall'Erario al Campo Marzio e l'esercito romano si mosse ad decimum lapidem (alle dieci) riuscendo a portarsi a dieci miglia da Roma entro sera. E il giorno dopo i Romani posero i loro accampamenti a Corbione, vicini a quelli degli avversari. Il giorno successivo avvenne la battaglia.

## La battaglia
Agrippa Furio Medullino Fuso, l'altro console, riconoscendo le maggiori capacità del collega, gli lasciò la conduzione delle ostilità, mentre Quinzio lo innalzava mettendolo a giorno dei suoi piani e lasciandogli molta libertà operativa. Nella formazione Quinzio si mise al comando dell'ala destra, Agrippa guidava l'ala sinistra e ai due legati Spurio Postumio Albo Regillense e Servio Sulpicio Camerino Cornuto furono affidati rispettivamente il centro della formazione ed il comando della cavalleria.
Iniziato l'attacco, l'ala destra, sotto gli occhi del comandante in capo, si batteva con maggior ardore del resto della fanteria. La cavalleria di Sulpicio riuscì a sfondare le linee nemiche. Sulpicio, anziché ritornare fra i ranghi preferì attaccare i nemici alle spalle. L'intuizione sarebbe stata ottima se a sua volta non fosse stato attaccato dalla cavalleria degli Equi e dei Volsci. La cavalleria romana, per non essere circondata, dovette impegnarsi allo spasimo senza accontentarsi di mettere in fuga gli avversari. Il compito imposto da Sulpicio fu di uccidere quanti più uomini e cavalli possibile per evitarne il ritorno, il riaccendersi della mischia, il possibile accerchiamento. I cavalieri romani riuscirono nell'intento e la parte equestre della battaglia terminò in modo favorevole. Sulpicio mandò dei messaggeri ai consoli per avvisare della vittoria e informarli che avrebbe attaccato i nemici alle spalle.
Gli Equi e i Volsci, che già stavano retrocedendo, sentirono il peso del cresciuto attacco e si demoralizzarono mentre i Romani aumentavano gli sforzi per l'entusiasmo. L'ala comandata da Quinzio cominciò a far arretrare la corrispondente ala nemica. Agrippa, che al comando dell'ala sinistra romana si trovava in maggiori difficoltà, vedendo che gli altri reparti ottenevano maggiori risultati fu costretto ad afferrare alcune insegne e a gettarle nel folto dei nemici. L'onore dei fanti romani li costrinse ad andare a recuperarle. Equi e Volsci cominciarono ad arretrare anche in quel settore. Quinzio, che stava già disperdendo i suoi diretti avversari, informò della cosa il collega e lo avvisò che avrebbe atteso per far sì che tutto l'esercito romano potesse irrompere nel campo nemico e impadronirsi del bottino. I due consoli, assieme, travolsero i pochi difensori dell'accampamento e riportarono a Roma anche i beni romani precedentemente saccheggiati.